# Fole kyrka
Fole kyrka är en kyrkobyggnad som tillhör Väskinde församling i Visby stift. Kyrkan ligger 59 meter över havet och är en av de högst belägna på Gotland.

## Kyrkobyggnaden
Kyrkan är uppförd av kalksten, som på tornet lämnats oputsad. Den består av rakt avslutat kor med sakristia i norr, högre och bredare långhus och torn i väster, vars murar inte når över långhusets taknock. Ingångar finns i långhuset och koret i söder och i tornet i väster. Kyrkans äldsta del är tornet som uppfördes omkring 1200 invid en något äldre murad kyrka med absid, varifrån bland annat grundmurar bevarats. Vid mitten av 1200-talet ersattes absidkoret av den nuvarande koret och långhusets östra del fram till den ovanligt tydliga skarven på långhusets murar. Långhusets fullbordande åt väster kan kanske kopplas till ett upptecknat invigningsår 1280. Kyrkan har arkitektoniskt rika väl avvägda portaler; en romansk i tornet, gotiska med triangelformade gavelkrön i sydfasaden. Fönstren i söder och trefönstergruppen i öster är ursprungliga, liksom tornets kolonnettförsedda ljudgluggar. 
Kyrkans interiör uppvisar en sträng arkitektur, med huggen sten i alla bågar och omfattningar. Hela kyrkan är välvd. Det tvåskeppiga långhusets sex valv bärs av två kolonner. En vid triumfbåge öppnar sig mot det ljusa koret. Ringkammaren öppnar sig mot långhuset med kopplade bågar, burna av en smal kolonnett. I ringkammarens sydvästra hörn börjar en ursprunglig spiraltrappa i muren upp till övervåningarna. I korets norra vägg sitter en äldre portal, sannolikt från den äldsta kyrkan, återanvänd som sakristieingång. Långhusets västra del upptas av en läktare från 1870, en av de få nygotiska läktare som bevarats på Gotland.

## Inventarier
- I triumfbågen hänger ett triumfkrucifix från 1200-talets mitt. Krucifixet övermålades på 1800-talet.
- Dopfunten är huggen i kalksten omkring 1200. Funten har bilder i hög relief som övermålades i saftiga färger 1707.
- Altaruppsatsen målades av Johan Bartsch 1654.
- Predikstolen med ljudtak tillverkades 1751 av Johan Hernell.
- Bänkinredningen är från första delen av 1700-talet.

### Orgel
- 1873 byggde Åkerman & Lund, Stockholm, en mekanisk orgel. Orgelfasaden ritades av Johan Fredrik Åbom.

| Manual          | Pedal   |
| Borduna 16’ B/D | Bihängd |
| Principal 8’    |         |
| Rörflöjt 8’     |         |
| Salicional 8’   |         |
| Oktava 4'       |         |
| Oktava 2’       |         |

## Omgivning
- I norr ligger den stora prästgården och i öster ligger skolan.
- Ett stycke öster om kyrkan reser sig ett av Gotlands många vindkraftverk.
- I kyrkogårdens östra del står en sannolikt delvis medeltida stiglucka.